# Samuel Watson
Samuel Watson (Leeds, 24 de septiembre de 2001) es un ciclista del Reino Unido que corre para el equipo INEOS Grenadiers.

## Biografía

### Juventud y formación
En la categoría junior, Samuel Watson ganó el Guido Reybrouck Classic en 2019 y también quedó segundo en el Trophée Centre Morbihan, tercero en Gante-Wevelgem juniors y Keizer der Juniores. En 2021, ganó la tercera etapa del Kreiz Breizh Elites, una prueba del UCI Europe Tour.

### Carrera profesional

#### 2022: en la formación del FDJ
Después de una breve pasantía en el equipo Trinity Racing, Watson se inscribió para 2022 en el equipo Continentale Groupama-FDJ. Vencedor de la categoría sub-23 de la Gante-Wevelgem y de una etapa del Gran Premio Peace Race-Jeseníky, en junio fue segundo en el campeonato británico de ruta, superado por Mark Cavendish en el esprint final En julio, en el UCI Europe Tour, ganó al esprint la quinta etapa del Tour de Alsacia, cuya clasificación general la ganó su compañero Finlay Pickering.

## Palmarés
2021
- 1 etapa de la Kreiz Breizh Elites

2022
- Gante-Wevelgem sub-23
- 1 etapa de la Carrera de la Paz sub-23
- 2.º en el Campeonato del Reino Unido en Ruta
- 1 etapa del Tour de Alsacia

2024
- 1 etapa del Tour de Valonia

2025
- 1 etapa del Tour de Romandía
- Cuatro Días de Dunkerque, más 1 etapa
- 2.º en el Campeonato del Reino Unido Contrarreloj
- Campeonato del Reino Unido en Ruta

## Resultados

### Grandes Vueltas
| Carrera | Carrera         | 2021 | 2022 | 2023  | 2024 | 2025  |
| ------- | --------------- | ---- | ---- | ----- | ---- | ----- |
|         | Giro de Italia  | —    | —    | —     | —    | —     |
|         | Tour de Francia | —    | —    | —     | —    | 115.º |
|         | Vuelta a España | —    | —    | 123.º | —    | —     |

―: no participa
Ab.: abandono

### Clásicas y Campeonatos
| Carrera                | Carrera                | 2021 | 2022 | 2023  | 2024 | 2025 |
| ---------------------- | ---------------------- | ---- | ---- | ----- | ---- | ---- |
| Omloop Het Nieuwsblad  | Omloop Het Nieuwsblad  | —    | —    | 75.º  | 97.º | 5.º  |
| Kuurne-Bruselas-Kuurne | Kuurne-Bruselas-Kuurne | —    | —    | 18.º  | 91.º | —    |
|                        | Milán-San Remo         | —    | —    | —     | 80.º | —    |
| E3 Saxo Bank Classic   | E3 Saxo Bank Classic   | —    | —    | Ab.   | —    | 76.º |
| Gante-Wevelgem         | Gante-Wevelgem         | —    | —    | 47.º  | Ab.  | 91.º |
| A Través de Flandes    | A Través de Flandes    | —    | —    | —     | 40.º | Ab.  |
|                        | Tour de Flandes        | —    | —    | 67.º  | —    | 81.º |
|                        | París-Roubaix          | —    | —    | 121.º | —    | 78.º |
| Bretagne Classic       | Bretagne Classic       | —    | —    | —     | Ab.  |      |
| París-Tours            | París-Tours            | —    | —    | 91.º  | —    |      |
| Mundial en Ruta        | Mundial en Ruta        | —    | —    | Ab.   | —    |      |
| Europeo en Ruta        | Europeo en Ruta        | —    | —    | 25.º  | —    |      |
| Reino Unido en Ruta    | Reino Unido en Ruta    | 10.º | 2.º  | 5.º   | 17.º | 1.º  |
| Reino Unido CRI        | Reino Unido CRI        | —    | —    | —     | 4.º  | 2.º  |

―: no participa
Ab.: abandono

## Equipos
- Trinity Racing (2022)
- Groupama-FDJ Continental (2022)
- Groupama-FDJ (2023-2024)
- INEOS Grenadiers (2025-)